# Mao Xinyu
Mao Xinyu (chiń. 毛新宇; pinyin Máo Xīnyǔ; ur. 17 stycznia 1970 w Pekinie) – chiński wojskowy, pisarz i wykładowca akademicki. Generał major Chińskiej Armii Ludowo-Wyzwoleńczej. Jeden z wnuków przewodniczącego Chińskiej Republiki Ludowej Mao Zedonga. 

## Życiorys
W 1992 został absolwentem Wydziału Historii Chińskiego Uniwersytetu Ludowego. W latach 1992–1995 studiował także w Centralnej Szkole Partyjnej Komunistycznej Partii Chin. Później został pracownikiem naukowym w Wojskowej Akademii Nauk Chińskiej Armii Ludowo-Rewolucyjnej. Na tej samej uczelni uzyskał też stopień doktora. Mao Xinyu jest autorem licznych prac z zakresu historii, spośród których najbardziej znaną publikacją jest Dziadek Mao Zedong (爷爷毛泽东 Yeye Mao Zedong), wydany w 2003.
Od 2008 był członkiem Ludowej Politycznej Konferencji Konsultatywnej Chin. W 2010 został awansowany do stopnia generała majora, co uczyniło go najmłodszych generałem we współczesnej armii chińskiej. Decyzja ta spotkała się z pewną krytyką, a Mao zarzucano brak kompetencji. We wrześniu 2011 został zatrudniony na Uniwersytecie Guangzhou, gdzie wykłada myśl Mao Zedonga.

## Życie prywatne
Jest synem Mao Anqinga, drugiego z synów Mao Zedonga.
Był dwukrotnie żonaty, z drugiego małżeństwa ma córkę i syna.